# John Ebebe Ayah
John Ebebe Ayah (ur. 10 grudnia 1959 w Buja-Obanliku) – nigeryjski duchowny rzymskokatolicki, od 2014 biskup Uyo.

## Życiorys
Święcenia kapłańskie przyjął 24 lipca 1993. Inkardynowany do diecezji Ogoja, pracował jako duszpasterz parafialny oraz jako ekonom niższego seminarium.
14 października 2006 został mianowany biskupem Ogoi, zaś 6 stycznia 2007 przyjął sakrę biskupią z rąk abp. Josepha Edry Ukpo. 5 lipca 2014 otrzymał nominację na biskupa Uyo, jednocześnie zostając administratorem apostolskim w Ogoi (urząd administratora pełnił do 2017).